# Свети Никола (Яворец)
Вижте пояснителната страница за други значения на Свети Никола.
„Свети Никола“ (на македонска литературна норма: „Свети Никола“) е църква в кичевското село Яворец, Северна Македония. Църквата е част от Дебърско-Кичевската епархия на Македонската православна църква – Охридска архиепископия.
Църквата е гробищен храм. Изградена е в началото на XX век на мястото на по-стара църква в центъра на селото. Иконостасът е изработен няколко години по-късно, а иконите на него са дело на дебърския зограф Теодосий Колоски от Лазарополе.

## Галерия
- Входът със стенописа на патрона
- Изглед към църквата
- Апсидата на църквата